# 全日本空手道連盟錬武会
全日本空手道連盟錬武会（ぜんにほんからてどうれんめいれんぶかい　英名：JKF RENBUKAI　以下、錬武会）は、空手団体の一つ。会長は衆議院議員の甘利明。全日本空手道連盟の協力団体の中で唯一の防具付き空手団体であることを特徴とし、初期は遠山寛賢（修道舘）が総本部大師範、玉得博康（王統流）が最高師範に就任した。

## 概要
空手界における最初の全国大会である全国防具付空手道選手権大会（旧名：全国空手道選手権大会）を主催する団体。
遠山寛賢の高弟らによって設立された韓武舘を源流とし、その直系の道場と防具付き空手に賛同した諸派によって形成された連盟である。全日本空手道連盟（全空連）の協力団体の一つであり、いわゆる広義の伝統派空手であるが、ストロングマンと呼ばれる防具（安全具）を着用して直接打撃の防具付き空手による組手試合を行うことが特徴である。ただし、傘下団体によってはいわゆる「全空連ルール」に則った組手も並行して行い、全空連の県連盟に加盟して国体等に選手を送っている場合もある。
組手競技は「技有り」二つで一本勝ちとなる一本勝負であるが、防具付き空手界では最も当たり強度と正確性の判定が厳しく、強打しかとらない。この強打のみがポイントとなる点、頑丈過ぎるストロングマンを使用する点は、「一撃必殺的」、「実戦的である」という肯定的な意見と「危険」、「連続技が使えない」という否定的な意見があり、評価が分かれている。

## 歴史
錬武会は1945年（昭和20年）、東京九段に遠山寛賢の修道舘の高弟たちによって、GHQの監視を逃れる目的で設立された道場である韓武舘を前身団体とする。
この韓武舘では修道舘の無流派主義を受け継ぎ、伝統的な形稽古を重んじながらも、剣道の防具着用による直接打撃の組手稽古を行った。
武道禁止令の緩和から1951年（昭和26年）には錬武舘と改称し、1954年（昭和29年）に防具「カラテクター」を装着した空手界最初の全国大会である全国空手道選手権大会を開催した。 この韓武館や錬武舘の防具付き空手を主導したのは、戦後の空手言論界をリードした金城裕（韓武舘副館長）であり、実業家の蔡長庚が支援した。
そして1959年（昭和34年） 、韓武舘・錬武舘の師範たちの師である遠山寛賢の修道舘を総本部に迎え全日本空手道連盟（旧）に発展。流派を超えた空手の統一組織として、当時の空手界重鎮の多数が要職に就任した。しかし、1964年（昭和39年） 現在の全日本空手道連盟の成立により、錬武会という名称の防具付き空手の統括組織という位置づけで全日本空手道連盟の協力団体として今に至っている。
なお、錬武会から分派・独立した主な団体としては、全日本硬式空手道連盟、日本武道空手玄和会、国際防具付空手道連盟などがある。

### 年表
- 1931年（昭和6年）　遠山寛賢が東京に修道舘道場を設立。
- 1945年（昭和20年） 東京に空手道場韓武舘が修道舘の遠山寛賢の直弟子である尹曦炳、金城裕らによって設立される。武道禁止令の中、GHQの監視を逃れる目的で設立され、防具付き空手を稽古で採用する。
- 1950年（昭和25年） 韓武舘が閉鎖される。
- 1951年（昭和26年） 東京に錬武舘が設立。韓武舘の防具付き空手を継承する。
- 1953年（昭和28年） 剣道の防具に替わる防具の開発に着手。
- 1954年（昭和29年） 防具カラテクターが完成。これを用い、5月2日に「関東空手道選手権大会」、12月3日に東京共立講堂で空手界初の全国大会である「全国空手道選手権大会」を開催。
- 1959年（昭和34年） 遠山寛賢の修道舘を総本部として全日本空手道連盟（旧）へと発展する。流派を超えた空手の統一組織となることを目標とし、会長に蔡長庚、副会長に小西康裕（神道自然流）、金城裕（韓武舘）、顧問に大塚博紀（和道流）、山田辰雄（日本拳法空手道）、儀間真謹（松濤館流）など、当時の空手界重鎮多数が就任した。
- 同年　主催する全国大会の名称を「全日本空手道連盟選手権大会」とする。
- 1964年（昭和39年） 現在の全日本空手道連盟の成立により、錬武舘はその名称を譲り、協力団体として日本空手道錬武会と名称変更をする。また、全空連との申し合わせにより、各会派の全国大会は中止となる。以後、6年間は海外でアジア大会を実施。
- 1971年（昭和46年） 全国大会を「全日本防具付空手道選手権大会」として復活。
- 1974年（昭和49年） 全日本空手道連盟錬武会と改称する。
- 1978年（昭和53年） 防具改良組織委員会が発足。新防具の開発に着手する。
- 1980年（昭和55年） 東北大会を開始。
- 1981年（昭和56年） 錬武会の指定防具としてそれまで使われていたカラテクターに換わり、ストロングマンが開発される。
- 同年　錬武舘などにより日本硬式空手道協会（現在の全日本硬式空手道連盟）が設立され、錬武舘本部が錬武会から脱会する。
- 同年　全日本女子防具付空手道選手権大会が開始。
- 1983年（昭和58年） 女子・少年用のストロングマン完成。
- 1985年（昭和60年） 事務局を東京都新宿区新宿4丁目に開設。
- 同年　この年の沖縄大会を最後として、インターハイの競技種目から防具付空手の部が外れる。
- 1991年（平成3年）　全国大会を「全国防具付空手道選手権大会」に改称。
- 2000年（平成12年） 阿部吉文選手が10制覇達成。
- 同年　国体のリハーサル大会として第21回全東北・北海道防具付空手道選手権大会が開催され、硬式空手勢が友好参戦し、錬武会vs硬式空手として話題になる。
- 同年　東京都防具付空手道連盟、埼玉県防具付空手道連盟を中心に国際防具付空手道連盟が結成され、錬武会から独立する。
- 2001年（平成13年）　新世紀・みやぎ国体のデモンストレーション競技として防具付空手が実施される。一般男子組手の部の優勝は佐藤光信。また、この年のルール改正で背足蹴りが解禁される。
- 2004年（平成16年）新型ストロングマンが採用される。
- 2012年（平成24年） 第50回全国防具付空手道選手権大会が開催される（開始より58年）。これに伴い全日本空手道連盟糸東会および全日本空手道連盟和道会より賛助演武が披露される。
- 2015年（平成27年） 東日本大震災復興祈念 全日本防具付空手道選手権大会が宮城県防具付空手道連盟を主管として開催される。協賛にNPO法人世界硬式空手道連盟、国際千唐流空手道連盟が加わり、大会名誉会長を菅原茂気仙沼市市長が務め、防具付き空手の流派を超えた大会として気仙沼市総合体育館で開催された。一般男子組手の部優勝は歌津支部の近藤飛鳥。
- 2016年（平成28年） 衆議院議員國重徹を会長として錬武会の関西地区各本部や拳正会空手道連盟を中心に西日本防具付空手道連盟が発足。同連盟が主催する西日本防具付空手道選手権大会が錬武会の公認大会となる。
- 2018年（平成30年）1月、初代優勝者で会長の須賀信行が逝去。11月、衆議院議員甘利明が六代目会長に就任。
- 2024年（令和6年）　4月、日本空手道錬武舘総本部が埼玉県本部に加盟。約45年ぶりに錬武会に復帰。

### 歴代会長・理事長
会長
- 初代　蔡長庚　内外タイムス社長・錬武舘名誉会長
- 二代　長田裕二　参議院議員・参議院議長
- 三代　岡野裕　参議院議員・労働大臣
- 四代　長谷川憲正　参議院議員・全国郵便局長会顧問
- 五代　須賀信行　前理事長・関宿町助役・第1、2回全国大会優勝者
- 六代　甘利明　衆議院議員・元経済産業大臣

理事長
- 初代　中村典夫　錬武舘館長・後に全日本硬式空手道連盟発足に参画し、初代会長に就任
- 二代　岡本実
- 三代　須賀信行　第1、2回全国大会優勝者
- 四代　田中茂夫　忍誠館館長
- 五代　管野清壽
- 六代　菊村敏彦

## 流派
錬武会直系の道場の中には便宜的に錬武会流という言葉を使うところもあるが、錬武会は韓武舘を前身団体とし、「もっとも厳粛なるべき妙術に、二通りも三通りも変わった流の至技妙法があるべき理屈はない」との訓えによる遠山寛賢の無流派主義を受け継いでいる団体のため、流派名は存在しない。
なお、遠山寛賢は空手道を「剛柔、陰陽、呼吸の原理に根底をおいた徒手空拳以って身を護り、敵を防ぐ攻防自在の、倫理的教訓を第一義とする武道である。」と定義している。
また、錬武会は流派による単一会派の団体ではなく、防具付きルールに賛同した伝統派の諸派が集まった競技団体であるため、松濤館流、剛柔流、糸東流、神道自然流など多様な流派の道場が加盟している。よって、道場によっては会派は錬武会、流派はそれぞれ別、という形態をとっているところもある。

### 主な師範の系統
- 遠山寛賢　旧・全空連総本部修道館大師範。糸洲安恒の晩年の高弟で「糸洲安恒の三羽烏」の一人とされ、船越義珍との間で「空手の本家」を巡って論争を起こした。「空手に流派はない」との持論を持った無流派主義者。
- 小西康裕　初代副会長。船越義珍の高弟で、多くの柔術流派も学んだ神道自然流の開祖。
- 玉得博康　初代最高師範。全空連初代元老。城間真繁に師事した王統流空手道宗家。
- 金城裕　初代副会長。奥里将現、知念三良、大城朝怒、真栄原朝徳、花城長茂らに師事。遠山寛賢より師範免状を拝受。
- 岩田成志　副会長。全空連公認八段。船越義珍の晩年の高弟の一人で、松濤館流出身。
- 須賀信行　五代目会長。韓武舘出身。
- 藤田勝太郎　錬武会相談役。全日本松涛流空手道連盟藤田会会長。松濤館流の儀間真謹、王統流の玉得博康に師事。
- 小野寺憲　技術顧問、宮城県防具付空手道連盟会長。剛柔流出身。上京し、韓武舘門下生となる。

## 形
錬武会の形試合は紅白の旗ではなく点数によって勝敗をつける。基本的には全空連と同じく、形の正確性や極め、速さなどを評価の対象とするが、やや勢いや極めの際の音を重視する傾向がある点で異なる。全国大会は予選の上位8名で決勝を行い、得点の順に優勝、準優勝、3位を決定する。
錬武会は指定形として以下のものがある。
- ナイハンチ三段
- 知花クーシャンクー
- 城間チントウ
- 松茂良ローハイ
- クーシャンクー

## 組手
錬武会の組手は基本的には伝統派空手に近く、寸止めルールと並行・両立して修練する選手も多い。しかし、「一撃必殺」的と評される通り、防具の上からでも有効と認められる強打のみが「技有り」となるがゆえ、間合いを離し、重心を低く構える選手が多い。

### 組手競技ルール
組手試合のルールは全日本防具付空手道競技規定および全日本防具付空手道審判規定による。
なお、錬武会の組手競技は帯を後ろにまわすのが正しい。これはストロングマン装着時に帯の結び目が邪魔になるほか、防具などに引っかかることを防ぐためである。
2015年までに全空連会長の笹川堯は念頭にあったのはフルコンタクト空手の排除であったが世界空手連盟ルール以外の組手競技は認めない方針を打ち出した。
- 一本勝負、時間は正味2分
- 延長戦は「技有り」先取り勝ち
- 正確・有効である突き・打ち・蹴りが定められた部位に決まった場合を「一本」とする。それに準ずる有効技は「技有り」となり、2回合わせて「一本」となる。
- 攻撃は頭部、顔面部、胸部、腹部、上半身両側部に限定され、それ以外のところへの攻撃は禁止されている。
- 攻撃に繋げる目的での足払いは認められているが、ローキックは禁止。
- 防具はストロングマン（面、胴、グローブ）を着用。足や脛のサポーターは認められていない。

※なお、蹴りは長年、前蹴りのみならず回し蹴りも足頭部で当てることとされていたが、第40回大会から背足蹴りが解禁された。

### 防具
錬武会は防具付き空手のパイオニアであり、使用する防具は剣道の防具→カラテクター→ストロングマン（旧）→ストロングマン（新）と変遷してきた。現在はストロングマンの旧型から新型への移行期であるが、旧型を好んで使用する人も根強く残っている。足サポーターは男子は着用できないが、女子・子供は大会ドクターの提言により、着用可能となった。
- 剣道の防具

初期は戦後の武道禁止令により余っていた剣道の防具を空手の防具として代用。
- カラテクター

剣道の防具を参考に空手用に作られたもので、布、皮を主素材としている。安全性に欠け、ムレ等不衛生、重く動きにくい、デザインが古い、価格が高いなど問題点が多かった。
- ストロングマン（旧）

錬武会が防具改良組織委員会を組織し、メーカーと共同研究の末開発したもの。面（白）、胴（白）、グローブ（黒）で1セット。第20回大会から正式に採用される。しかし、同時期に開発されたスーパーセーフに比べ重量の過大は否めず、錬武会と硬式空手が分裂する要因のひとつになった。面は塩化ビニル系樹脂と内装ウレタンの二層構造。顔面の前面部分は非常に頑丈で、強打を浴びても試合中ノックアウトすることはほとんど無いが、後頭部のクッションが薄く、タオル等で補わないと危険である。また視界部分は剣道面に類似した鉄製であるので、スーパーセーフ等に比べ、手刀や足頭（中足）蹴りの指を引っかけるリスクがあり、また拳や足甲（背足）部は巻き藁や砂袋などによって十分鍛えておかないと当てた際に攻撃者自身が怪我をする恐れがある。胴は前と体側部に剣道の胴同様、垂れ帯があり、防具装着時は帯の結び目を後ろにまわす。
- ストロングマン（新）

旧防具装着時の事故を受けてさらに改良を加えたもの。面（グレー）、胴（白）、グローブ（黒）で1セット。面は後頭部のクッション性が上がり、通気性、視界の広さ、フィット感いずれも向上した。面はABS製に変更し（財）日本検査車両協会の調査で前作よりも優れた衝撃吸収性を有していることが判明したが、それでもスーパーセーフに比べると重量感（1300グラム）はある。胴は素材が軽く、蛇腹式に変更したことで動きやすさが向上したほか、垂れ帯は前面に小さく残し体側部は無くなった。なお、当初は芯材に中空PVCを採用していたが、強打ルール故にダメージを防ぎきれず、稀に割れるケースも報告されたことからPR板に変更された。グローブはパットの位置や厚みを修正し、フィット感が向上した。

## 加盟団体
錬武会の加盟団体には、韓武舘や錬武舘の直系の支部として成立した団体や県連盟（「○○県防具付空手道連盟」や「錬武会○○」など）と、防具付き空手に賛同した諸派の会派や団体（藤田会や修錬会など）が並立する形で存在する。以下に主な加盟団体を示す。
- 全日本松涛流空手道連盟藤田会

福島県福島市に総本部。藤田勝太郎を宗家とする松涛流の会派団体で、福島県・茨城県を中心に北は岩手県、南は鹿児島県の全国に支部を展開。現在も会派や流派を問わず、審査により公認支部を募集している。独自に全国大会を過去4度開催した他、錬武会の福島県防具付空手道選手権大会を毎年主催している。
- 忍誠館

埼玉県越谷市に本部道場を置く錬武会の埼玉県本部の加盟団体で田中茂夫を館長とする。県内に8道場を置き、組手全国大会優勝者の奥田大介や鈴木康史などを輩出した関東の強豪団体。
- 日本空手道修錬会

東京都豊島区に事務局を置く団体。
- 日本空手道輝峰会

福岡県福岡市を中心に支部を展開。会長は山口照夫、副会長は第8回、第9回全国大会優勝の宮本力。
- 闘技空手道拳誠会館

栃木県佐野市に本部を置き8支部をもつ、松濤館流をバックボーンとする団体。独自に闘技空手道拳誠会館格闘王座決定戦を開催。
- 日本空手道錬武舘

内藤昭一を二代目館長、中村典夫を名誉館長として、埼玉県春日部市に所在する道場。 一時は全日本硬式空手道連盟（千葉派）の発足に参画し、内藤は同連盟副会長を務め、中村は前会長を務めた。支部に日本やアメリカでキックボクサーとして活躍した羽田真宏を支部長とする上尾道場などがある。 令和6年4月、錬武会埼玉県本部に加盟する形で約45年ぶりに錬武会への復帰をはたす。
- 愛知県防具付空手道連盟

愛知県春日井市に本部道場を置く全日本空手道光春館によって結成された県連盟。長江昭男を館長とする光春館はもともと糸東流の団体であったが、防具付き空手に賛同して1994年（平成6年）に錬武会に加盟した。愛知県防具付空手道選手権大会を主催。
- 青森県防具付空手道連盟

熊谷雄一を会長、下野哲雄を理事長とする県連盟。吉田聖、田村惣太など、寸止め空手でも国体出場歴を持つ選手を輩出している。
- 宮城県防具付空手道連盟

韓武舘出身の小野寺憲を会長とする県連盟。県内約20の道場が加盟し、月に一度合宿を行う強化体制のもと、阿部吉文、佐藤光信、近藤飛鳥、高橋誠一などの名選手を輩出。全国大会においては組手個人戦・団体戦ともに、最多優勝回数を誇る団体である。
- 錬武会岩手
- 錬武会愛媛
- 錬武会大分
- 錬武会大阪
- 錬武会神奈川

神奈川県厚木市に本部道場。菊村敏彦を県本部長とし、県内10の道場のほか、アメリカ、カナダ、インド、ネパール等の海外にも支部を持つ。全空連の市連盟や県連盟にも加盟し、全空連ルールにも準じた稽古も行っている。外薗大志などを輩出。
- 錬武会熊本
- 錬武会静岡県本部向陽館

静岡県沼津市に本部道場を置く錬武会の静岡県本部で、岩田成志を館長とする団体。青佑会、菊名館、尚武館などの支部を持つ。
- 錬武会千葉

日本大学桜魂空手部を中心に構成され、その卒業生らによって指導された日大外部の選手も輩出。
- 錬武会東京本部

東京都内に所在する摯風塾、国士舘大学傳拳や優木塾のほか、埼玉県の錬清館嵐山道場や長崎県の錬士舘道場、神奈川県の日産空手道部NTCなど、各県本部に所属していない諸派の道場なども加盟している。また、現代空手では衰退しつつある釵やトンファ、棒術等の古武術の修錬と普及を目的とした、至徳会を結成。
- NPO法人錬武会とちぎ

栃木県宇都宮市に所在する誠道館を中心とした16の道場からなる県連盟。錬武会の中でも特に全空連ルールにも重きを置いている連盟で、武田博之や中津原剛など、防具付と寸止めの双方で戦績を残している選手が多い。また、男女ともに形の部における優勝回数が最多の連盟である。
- 錬武会兵庫

- 錬武会北海道
- 錬武会山形

## 主な選手
組手の一般男子は第28回大会以降、特に個人戦においては阿部吉文選手が10度制覇し、阿部選手が退いた後も佐藤光信選手、近藤飛鳥選手の二人が優勝し続けるなど、長らく宮城県勢の一強時代が続いていた。
しかし、第47回大会では個人戦で外薗大志選手、団体戦で埼玉の忍誠館が優勝し、約四半世紀ぶりに宮城が一般男子において個人・団体ともに優勝を逃す結果となった。続く、第48回大会では一般男子組手個人戦、団体戦ともに神奈川が優勝した。
また近年は全空連県強化選手が主力の青森県勢も上位に食い込むことが多い。
女子も同様に北浦るみ選手、高橋成美選手など、宮城県勢が優勝し続けていたが、第45、46回大会ではカナダ支部のトレーシー・マカレッカ選手が連覇をし、優勝杯は国外へと渡った。
形は、過去6度優勝した外薗大志選手や、国体クラスの選手が出場している栃木県勢が毎年優勝候補としてあげられ、関東に有力選手が多い。
男子
- 阿部吉文（宮城県）　第29～33回、35～39回全国大会の組手の部で優勝し、10制覇。
- 奥田大介（埼玉県）　第34回全国大会組手の部優勝。第38回全国大会準優勝。
- 近藤飛鳥（宮城県）　第40、44、45回全国大会の組手の部で優勝。
- 佐藤光信（宮城県）　第41、42、46回全国大会の組手の部で優勝。新世紀・みやぎ国体防具付き空手の部優勝。
- 鈴木康史（埼玉県）　第49回全国大会組手の部で優勝。関東大会組手の部で5連覇。
- 高橋誠一（宮城県）　第41回全国大会組手の部で準優勝。
- 田村惣太（青森県）　第47、48回全国大会組手の部で準優勝。第26回全東北・北海道大会優勝。
- 外薗大志（神奈川県）　第38、39、41～44回全国大会の形の部で優勝。第43、47、48回全国大会組手の部で優勝。黒川杯8連覇中。

女子
- 北浦るみ（宮城県）　第28、33、36、38～43、48回全国大会組手女子の部で優勝。
- トレーシー・マカレッカ（カナダ）　第45、46回全国大会組手女子の部で優勝。

## 大会
錬武会およびその支部が主催する大会には以下のものがある。

### 全国大会
錬武会の全国大会にはオープン参加枠があり、有段者であれば所属団体にかかわらず参加が可能である。ただし、防具（ストロングマン）の貸し出し等は一切無い。また、全国大会は開催時期がよく変動するが、近年は概ね8月～9月の間で行われている。

### 全国大会（女子）
女子の全国大会であり、昭和56年に始まった。別の名称を使ってはいるが、開催日時、場所は男子の全国大会と同日であり、事実上の全国大会一般女子の部である。
- 第1回～第10回 全日本女子防具付空手道選手権大会
- 第11回～ 全国女子防具付空手道選手権大会

### 関東大会
全国大会と同じ昭和29年に開始するも不定期に開催され、毎年開催されるようになったのは平成13年からである。よって2008年の大会でも20回を数えるのみとなっている。
- 第1回～第6回　関東空手道選手権大会

この名称は大会としては6度であるが、年数では昭和29年～昭和49年の20年間におよぶ。
- 第7回～　関東防具付空手道選手権大会

第7回大会が昭和53年に開催され、平成13年の第13回大会から毎年開催されるようになる。

### 東北大会
主催は全東北北海道防具付空手道連盟と宮城県防具付空手道連盟。昭和55年より毎年開催されている。開催時期は概ね初秋であるが開催場所は毎年変更し、北は青森から南は福島まで幅広い。全国大会には出場しない硬式空手勢などの他流派・他会派の道場も参加し、盛り上がりを見せている。
- 第1回～第13回　全東北空手道選手権大会

既に全国大会では「防具付」と明記されていたが、最初は東北大会ではそれが書かれていなかった。
- 第14回～第19回　全東北防具付空手道選手権大会

大会名に「防具付」と明記されるようになる。
- 第20回～　全東北・北海道防具付空手道選手権大会

北海道も包括した大会となる。

### 西日本大会
西日本防具付空手道連盟が主催する西日本に於ける錬武会の公認大会。平成28年に國重徹が会長を務める西日本防具付空手道連盟が西日本の防具付き空手界の発展を目的として発足し、同年6月に大阪府泉佐野市にて第一回大会が開催された。
- 第1回～　西日本防具付空手道選手権大会

### アジア大会
全日本空手道連盟が結成された際、各会派の全国大会を中止する申し合わせがあった。ほとんどの会派はこれを破って全国大会を開催し続けたが、錬武会はこれを忠実に守り、代替策としてアジア大会を昭和39年から昭和44年まで開催した。開催場所は第1回が東京・宇都宮、第2回がソウル、第3回がマニラ、第4回が宇都宮、第5回がソウル、第6回がマニラであった。

### 国際大会
錬武会は世界大会が無いため、海外支部はそれぞれの地域で大会を開催している。国際大会はアラスカ支部主催で行われており、基本的には北米圏内の道場のみが集まる。錬武会神奈川が交流が深く、外薗大志選手は優勝歴がある。なお、アラスカ支部の大会はストロングマンは装着せず、素面で行われている。

### 各都道府県大会
各都道府県で行われている大会。
ちなみに錬武会の東京都大会は回数が未だ第5回と少ないが、これはそれまで都大会を主催していた東京都防具付空手道連盟が、国際防具付空手道連盟の設立の際に錬武会から離れたためである。東京都防具付空手道連盟脱退後、都大会は錬武会の東京都本部が主催している。
また、都道府県大会を名乗らず、傘下道場の内部大会を開催している県もある。

### その他
杜の都防具付空手道選手権大会
藤田会および宮城県防具付空手道連盟仙台支部が中心となって開催している大会で、仙台市内の他流派・他会派の団体が参加している。錬武会の選手は原則参加せず、他流派の選手が錬武会のルールを体験する大会。
黒川杯空手道選手権交流大会
錬武会神奈川を中心に結成された黒川会が主催する大会。防具付空手の発展と普及を目的としている。幅広い団体から大会役員が名を連ね、流派・会派にとらわれず参加が可能。

## 参考資料
- 錬武会ホームページ「歴史/history」 - ウェイバックマシン（2001年9月2日アーカイブ分）
- 錬武舘本部道場ホームページ　「錬武館の歴史」 - ウェイバックマシン（2009年2月4日アーカイブ分）
- 錬武舘中野道場ホームページ　「錬武館の歴史」 - ウェイバックマシン（2004年2月14日アーカイブ分）
- 第46回 全国防具付空手道選手権大会 パンフレット
- 国際空手通信 - ウェイバックマシン（2002年10月19日アーカイブ分）
- 月刊空手道　特集『錬武会の心と技』（2008年12月号）